# 죽음의 ABC
《죽음의 ABC》는 2013년에 공개된 영화이다.

## 배역
- 잉그리드 볼소 베르달
- 카이라 자고르스키
- 에릭 아우드
- 리 하드캐슬
- 다렌지아
- 프레이저 코벳
- 나카무라 아리사
- 피터 페드레로
- 스티브 버렌즈
- 야시키 히로코